# IAST
The International Alphabet of Sanskrit Transliteration (IAST) er en translitteration ordning, der tillader en tabsfri latinisering af indisk skrevet på sanskrit. Det benyttes også til at latinisere pali, prakrit og apabhraṃśa.
IAST er den mest udbredte norm til gengivelse af sanskrit og pali med latinske bogstaver. Det bruges ofte i trykte publikationer, og da Unicode-skrifter er blevet mere tilgængelige, bruges IAST i stadig større grad til translitteration af elektroniske tekster.
IAST bygger på et translitterationssystem, der blev etableret på den internationale orientalistkongres i Athen i 1912. Systemet muliggør en entydig translitteration fra devanagari og andre indiske skriftsprog og repræsenterer således ikke bare fonemerne i sanskrit, men tillader også fonetisk transskription (for eksempel er visarga, ḥ, en allofon af r og s i slutningen af et ord).
Tegnene i IAST-systemet (både små og store bogstaver) er som følger, vist med tilsvarende devanagari-tegn og fonetiske værdier i IPA:
| अ [ə] a A | आ [ɑː] ā Ā | इ [i] i I | ई [iː] ī Ī | उ [u] u U | ऊ [uː] ū Ū | ऋ [ɹ̩] ṛ Ṛ | ॠ [ɹ̩ː] ṝ Ṝ | ऌ [l̩] ḷ Ḷ | ॡ [l̩ː] ḹ Ḹ | vokaler |

| ए [eː] e E | ऐ [aːi] ai Ai | ओ [oː] o O | औ [aːu] au Au | diftonger |

| अं [ⁿ] ṃ Ṃ | anusvara |
| अः [h] ḥ Ḥ | visarga  |

| velarer      | palataler    | retroflekser | dentaler     | labialer     |                              |
| क [k] k K    | च [c] c C    | ट [ʈ] ṭ Ṭ    | त [t̪] t T    | प [p] p P    | ustemte lukkelyde            |
| ख [kʰ] kh Kh | छ [cʰ] ch Ch | ठ [ʈʰ] ṭh Ṭh | थ [t̪ʰ] th Th | फ [pʰ] ph Ph | aspirerede ustemte lukkelyde |
| ग [g] g G    | ज [ɟ] j J    | ड [ɖ] ḍ Ḍ    | द [d̪] d D    | ब [b] b B    | stemte lukkelyde             |
| घ [gʰ] gh Gh | झ [ɟʰ] jh Jh | ढ [ɖʰ] ḍh Ḍh | ध [d̪ʰ] dh Dh | भ [bʰ] bh Bh | aspirerede ustemte lukkelyde |
| ङ [ŋ] ṅ Ṅ    | ञ [ɲ] ñ Ñ    | ण [ɳ] ṇ Ṇ    | न [n] n N    | म [m] m M    | nasal                        |
|              | य [j] y Y    | र [r] r R    | ल [l] l L    | व [v] v V    | halvvokaler                  |
|              | श [ɕ] ś Ś    | ष [ʂ] ṣ Ṣ    | स [s] s S    |              | sibilanter                   |
| ह [ɦ] h H    |              |              |              |              | stemt frikativ               |